# Käthe Niederkirchner (Schiff)
Das Frachtschiff Käthe Niederkirchner war ein Handelsschiff der Deutschen Seereederei Rostock, der Staatsreederei der Deutschen Demokratischen Republik, und das Fünfte einer Serie von sechzehn Schiffen vom Typ X. Gebaut wurde es auf der VEB Warnow-Werft in Rostock. Es war nach der Widerstandskämpferin Käthe Niederkirchner benannt.

## Geschichte
Das Frachtschiff wurde am 22. Februar 1964 als fünftes Schiff der Serie mit dem Namen Käthe Niederkirchner vom Stapel gelassen. Am 31. Juli 1964 lieferte die Warnow-Werft das Schiff mit der Baunummer 515 an die Deutsche Seereederei Rostock aus. Die zweite Reise des Schiffes endete tragisch mit dem Totalverlust.

## Der Untergang
Am 11. August 1965 verließ das Schiff den kubanischen Hafen Matanzas mit dem Direktziel Rostock. Geladen hatte es eine Komplettladung Weißzucker für die DDR und den Weiterverkauf in sozialistische Nachbarländer. Der Heimatkurs führte, wie damals häufig gewählt, nördlich an den Britischen Inseln vorbei in die Nordsee, durch das Skagerrak in die Ostsee. Am 23. August 1965 befand sich das Schiff eine halbe Meile vor dem Leuchtturm der Pentland Skerries vor der schottischen Küste im Pentland Firth. Aufkommender Nebel behinderte die Sicht. An der Westseite der Muckle Skerry lief es wegen starker Versetzung durch Strom auf Grund und kenterte. Es sank auf der Position 58° 41′ N, 2° 56′ W. Die Besatzung, bestehend aus 40 Personen, die neun Frauen und ein Kind an Bord, konnten sich mit dem Motorrettungsboot des Schiffes auf Muckle Skerry retten. Hierbei stiegen die Leuchtturmwärter des Pentland-Skerry-Leuchtturms die Klippen hinab und dirigierten das Rettungsboot zu einer sicheren Anlegestelle.

### Tragik des Verlustes
Um Reisetage einzusparen, schlug der Politoffizier dem Kapitän vor, nicht um die Pentland Inseln herumzufahren, sondern mittendurch. Entsprechendes Kartenmaterial befand sich nicht auf dem Schiff. Von der dort herrschenden Strömung wusste man nichts. Festgestellt wurde lediglich ein Geschwindigkeitsverlust auf gerade 5 Knoten über Grund. Die Maschine lief jedoch mit voller Drehzahl. Bei schlechter Sicht und starker Stromversetzung lief das tiefbeladene Schiff auf und strandete. Nach schottischen Auskünften hatte noch nie vorher ein so großes Schiff diesen Kurs gewählt. Die erhoffte Zeiteinsparung wurde zu einem Totalverlust.